# Nachal Chanina
Nachal Chanina (hebrejsky: נחל חנינה) je vádí v Dolní Galileji, v severním Izraeli.
Začíná v nadmořské výšce okolo 300 metrů, v jižní části města Araba, na severních svazích pohoří Harej Jatvat. Směřuje pak postupně se zahlubujícím a převážně stavebně využitým údolím k severu, skrz městskou zástavbu Araby. Za městem vstupuje do rovinatého údolí Bik'at Sachnin, kde je jeho okolí zemědělsky využíváno (olivové háje). Pak ústí nedaleko západního úpatí hory Har Chilazon zleva do vádí Nachal Chilazon.